# Чубыкин, Олег Анатольевич
Олег Анатольевич Чубыкин (род. 3 марта 1974, Арсеньев, Приморский край) — российский музыкант и музыкальный продюсер.

## Биография
Олег Чубыкин родился 3 марта 1974 года в городе Арсеньеве (Приморский край), известном своими горнолыжными трассами и авиастроительным заводом. С 13 лет увлёкся поп-музыкой, услышав записи The Beatles. Первые музыкальные опыты начал в 14 лет, собрал школьную поп-группу.

## «Тандем»
В 1991 году Олег Чубыкин переехал во Владивосток, где в 1993 с Павлом Руминовым и Александром Ивановым собрал группу «Тандем», ставшую одной из самых популярных рок-групп влад-попа 90-х.
Студийные эксперименты Чубыкина, руминовский концептуализм и барочный мелодизм Иванова вылились в дебютный альбом «Pitchfork for Silence» («Камертон для тишины»), который был записан весной 1996 года и вышел ограниченным тиражом во Владивостоке в июне того же года (переиздан на CD в 2007 году).
«Тандем» стал первой местной группой, прорвавшейся на владивостокские FM-станции, где до этого царили англо-американские рок-группы и российская поп-музыка. Успех песни «Rain, Rain», вошедшей годы спустя в сольный альбом Чубыкина «Люди в мягких обложках» (2004) и несколько клипов, снятых Павлом Руминовым в поддержку альбома, подогрели интерес дальневосточной прессы и публики к «Тандему».
В 1998 году «Тандем» записал вторую, уже русскоязычную пластинку «Вибратор» (издана на CD в 2008), а в 2001 году группа распалась. После распада группы Олег Чубыкин продолжил карьеру как сольный артист, Александр Иванов сосредоточился на сочинении песен для российских поп-проектов и киномузыки, а Павел Руминов заявил о себе как яркий клипмейкер, сценарист и режиссёр — в январе 2007 года на широкие экраны вышел его триллер «Мёртвые дочери».

## Сольное творчество
Первый сольный альбом Чубыкина «The Album?» (2003) был выдержан в пост-роковом ключе и содержал медленные философские баллады, навеянные лузерской романтикой Beck’a. Фанковый боевик «Пивная Банка» был поддержан радиостанцией «Максимум».
Определённый успех сопутствовал двум следующим альбомам артиста — концептуальному альбому «Люди в мягких обложках» (2004), где критика современного общества потребления сочеталась с наследием The Beatles («Rain, Rain», «Если Без Тебя»), и альбому 2006 года «Вельвет», ставшему самой хитовой пластинкой артиста. В «Вельвет», отразивший увлечение Чубыкина фанком и диско-музыкой, вошли такие радиохиты, как «Не Случайно», «Понедельники», «Ex-Girlfriend».
В 2007 Чубыкин выпустил альбом «Турист» в виде сборника собственноручно снятых видеоклипов (среди них сделанный из открыток дореволюционного Владивостока мультфильм на заглавную песню, и несколько клипов, снятых в Непале).
В 2008—2009 Чубыкин переиздал несколько старых редких записей, в том числе тандемовский «Вибратор» и альбом «Сок И Слёзы», сборник редких сольных записей периода 1999—2000 годов. С 2009 года стартовал новый проект Чубыкина — «400 Hotels», являющийся англоязычной версией его творчества.
Кроме музыкальной карьеры, Чубыкин известен как саунд-продюсер групп «Братья Грим», Лера Массква, 4ехов, «Ума Турман», «Сегодня Ночью», «Ундервуд», «Тараканы!», «Либидо», «Subway сейшн». Чубыкин также написал оригинальную музыку к нескольким фильмам — «Дедлайн» (2004), «Обстоятельства» (2009), «Саранча» (2013), «Статус: свободен» (2016). Записывался с группой «Кимакима».
В настоящее Олег Чубыкин записывает на студиях Москвы и Лондона свой новый студийный альбом «Новые Приключения В Стерео», из которого уже были обнародованы такие песни, как «Сколько Стоит Любовь?», «Кто-то Как Ты», «Sometime».
В 2013-м году Чубыкин выпустил альбом «Письма с планеты Земля», включивший песни «Я о тебе хочу все знать», «Проще простого», «Романс», «Спасибо тебе», отсылающий к золотой эпохе диско и соул музыки. Альбом был тепло встречен публикой и стал самым успешным релизом Чубыкина после альбома «Вельвет».
В последнее время Олег Чубыкин все чаще приглашается в кино в качестве композитора. Его музыка звучит в комедии Павла Руминова «Статус: свободен», а песни написанные для фильма Егора Баранова «Саранча» вылились в очередной студийный альбома Чубыкина «Музыка к фильму Саранча» (2016)
В 2023 году вышел альбом «Жизнь после смерти» — «попытка примирения с прошлым, опыт принятия радостей и жизненных испытаний», — а также записана песня «Девчонка» с участником группы «Тандем» Александром Ивановым.

## Дискография

### Альбомы
1. 2000 — «Сок и слёзы»[13] (издан в 2009 году)[14]
2. 2003 — «The Album?»[15]
3. 2004 — «Люди в мягких обложках»[16]
4. 2006 — «Вельвет»[17]
5. 2007 — «Турист»[18]
6. 2010 — «The best 2000—2010»
7. 2011 — «Новые приключения в стерео. Part I»
8. 2012 — «Новые приключения в стерео. Part II»
9. 2013 — «Письма с планеты Земля»
10. 2014 — «10 Love Songs» (сборник издан на виниле лейбла "МируМир")
11. 2016 — «Музыка к фильму Саранча»
12. 2019 — «Романтика»[19][20][21][22]
13. 2020  -  "Сновидения"
14. 2021  -  "Coming Out"
15. 2022  -  "400 отелей" (записан в 2002 году)
16. 2023  -  "Жизнь после смерти"

### Синглы
1. 2004 — «Rain, rain»
2. 2005 — «Не случайно»
3. 2005 — «Понедельники. Совпадения»
4. 2009 — «Sometime»
5. 2013 — «Спасибо тебе»
6. 2022 — «Лето навсегда»

### Музыка к кино. Фильмография
1. 2004 — «Deadline. Ключевое действие»
2. 2009 — «Обстоятельства»
3. 2013 — «Ирония любви»
4. 2015 — «Саранча»
5. 2016 — «Статус: свободен»

### Музыка к мультфильмам
- 2020 — Жила-была царевна. Царевна в самолёте!